# Mats Viberg
Mats Viberg, född 21 december 1961 i Linköping, är en svensk forskare inom signalbehandling. Han var rektor för Blekinge tekniska högskola 2018–2024.
Viberg blev 1985 civilingenjör med inriktning på tillämpad matematik vid Linköpings tekniska högskola, där han 1987 blev teknologie licentiat, 1989 teknologie doktor och 1992 docent, allt i elektroteknik. Från september 1993 till 31 augusti 2018 var han professor i signalbehandling vid Chalmers tekniska högskola. Den 1 september 2018 tillträdde han som rektor vid Blekinge tekniska högskola.
Hans forskningsområde är signalbehandling med koppling dels till olika former av adaptiva antenner inom radar och informationsöverföring, och dels till sensordata.
Viberg invaldes 2008 som ledamot av Kungliga Vetenskapsakademien.